# Turbinenläuferdenkmal Halle

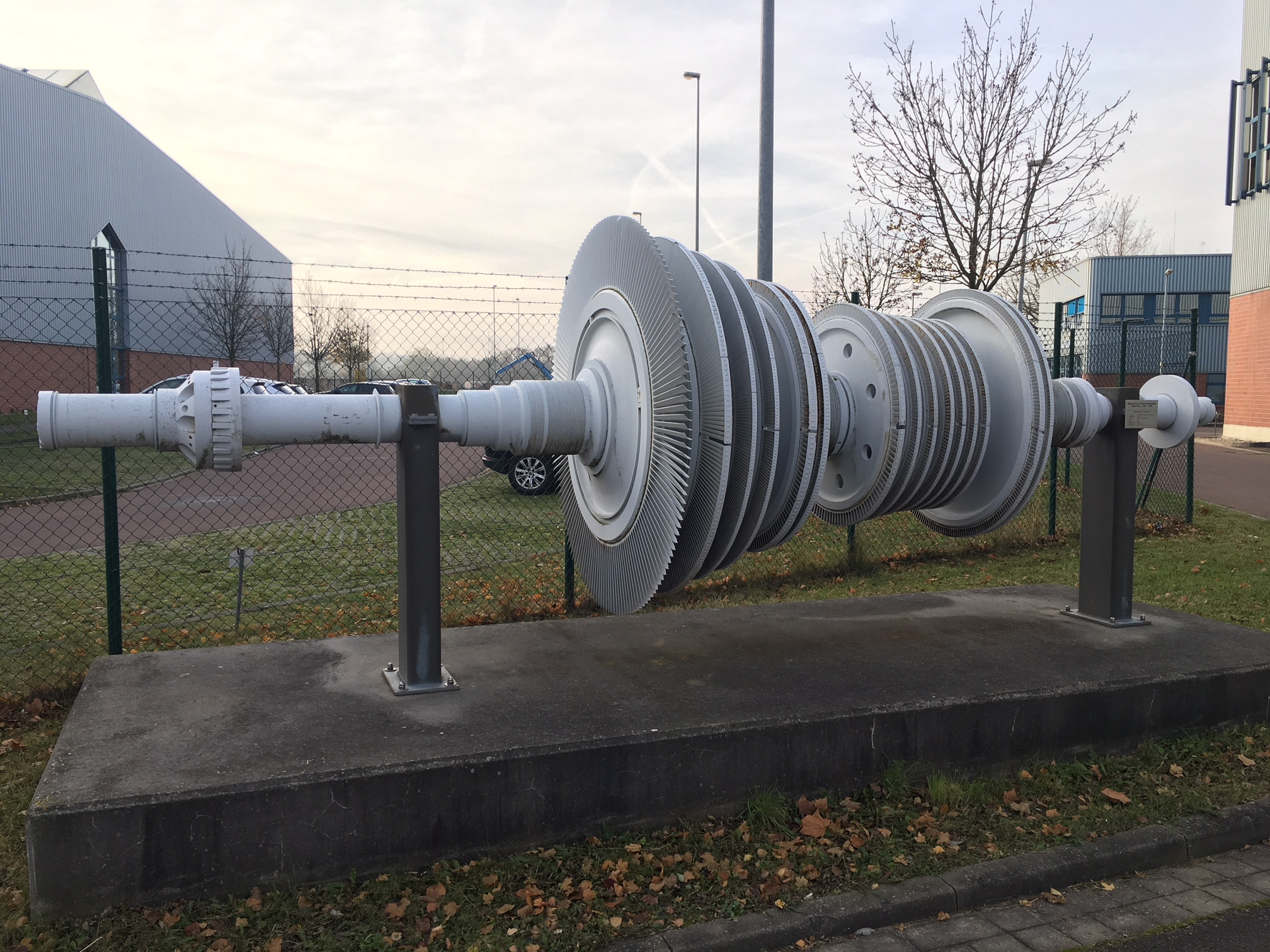
Turbinenläufer

Das Turbinenläuferdenkmal befindet sich auf dem Gelände des heutigen erdgasbefeuerten Heizkraftwerkes Halle-Trotha der Stadtwerke Halle in Halle (Saale). Es erinnert an das braunkohlebefeuerte Heizkraftwerk Rudolf Breitscheid und besteht aus dem Läufer einer Entnahme-Kondensationsturbine. Die Turbine mit einer Nennleistung von 12 MW wurde 1969 im VEB Görlitzer Maschinenbau hergestellt. Sie wurde im Kontext mit der Stilllegung und dem späteren Abbruch des Heizkraftwerkes Rudolf Breitscheid 1995 außer Betrieb genommen. Die Maschine leistete 174.248 Betriebsstunden und erzeugte dabei ca. 1,7 Mio. MWh elektrische Energie.